# Tunel pod Budínským hradem
Tunel pod Budínským hradem (maďarsky Budavári Váralagút), zkráceně jen Tunel je 350 m dlouhý silniční tunel, který vede pod zmíněnou pevností. Spojuje lanový most Széchenyi lánchíd s místní částí Krisztinaváros. Využívají jej linky městské autobusové dopravy. Je orientován ve směru východ-západ a stojí v I. budapešťském obvodu.
Tunel byl zbudován v polovině 19. století, kdy docházelo k rozšiřování obou měst – Budína i Pešti, ale ještě nebyla sloučena do jednoho celku. Vrch, na kterém stojí Budínský hrad představoval bariéru pro růst města na západ. István Széchenyi a Jözsef Ürmenyi v roce 1852 zřídili společnost, která měla za cíl most vybudovat. Stavební práce byly zahájeny v roce 1853; projekt vypracoval Ádám Clark. Dokončen byl roku 1857, tehdy byl provoz zpoplatněn, bylo tomu až do roku 1918. Tunel byl postaven ve vápencové skále.
Východní portál tunelu, který přiléhá k nultému kilometru a zmíněnému lanovému mostu, měl historizující umělecky vypracovanou podobu. Rekonstruován byl v roce 1949. Tunel není přístupný pro pěší.